# 商工会議所

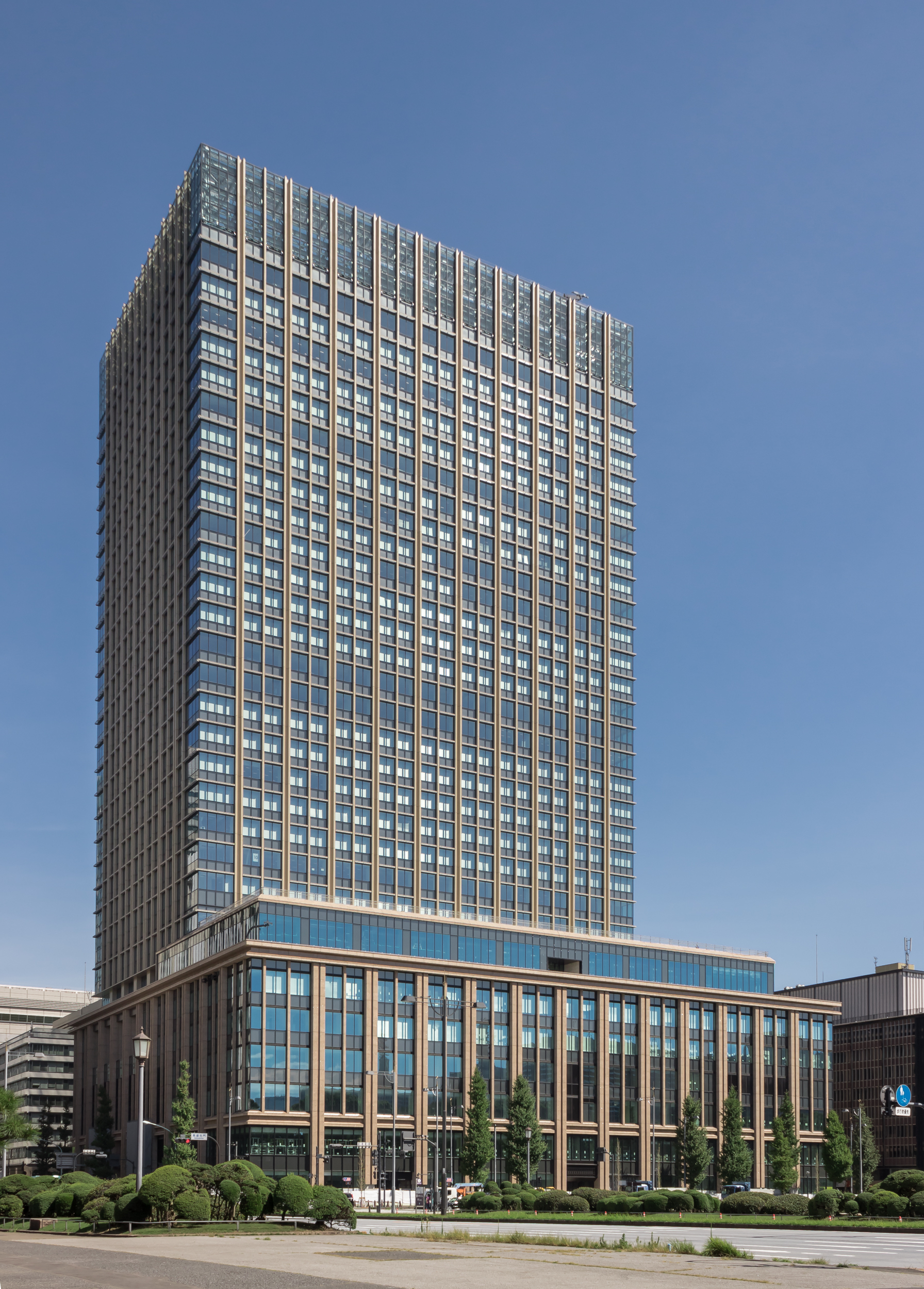
東京商工会議所の建物

商工会議所（しょうこうかいぎしょ、英語: Chamber of Commerce and Industry）は、商工業の改善・発展を目的として、市など一定地区内の商工業者によって組織される自由会員制の公益経済団体。

## 概要
商工会議所としての意見の公表・具申・建議、調査研究、証明・鑑定・検査、技術や技能の普及・検定、取引の仲介・あっせん、貿易振興などを行う。
商工会議所の起源は1599年のフランスのマルセイユに組織された商業会議所とされている。以来、各国に同種の経済団体が組織されているため、国内外における調整機関として役割を持つことが可能。その形態は大きく仏独系（強制加入）、英米系（任意加入）に分類される。
日本の商工会議所は1878年（明治11年）、東京、大阪、神戸の3箇所に商法会議所として設立されたのがはじまり。1892年（明治25年）、全国15の商業会議所がその連合体として商業会議所連合会を結成、今日では商工会議所法に基づく認可法人の位置付けとなっている。
現在の形態の商工会議所は、1953年8月に制定された商工会議所法に基づいて運営されている。日本商工会議所青年部（YEG）や全国商工会議所女性会連合会も商工会議所の一部として立ち上がっている。
日本においては幾たびかの制度改正が行われ、仏独系から現在の英米系の商工会議所として今日に至っている。簿記検定やご当地検定の主催など、様々な資格・検定試験を実施している。
日本の商工会議所数は515カ所（2016年（平成28年)4月現在）。総会員数は122万（2021年（令和3年）3月現在）。

## 特徴
- 地域性 - 地域を基盤としている[1]。
- 総合性 - 会員はあらゆる業種・業態の商工業者から構成される[1]。
- 公共性 - 公益法人として組織や活動などの面で強い公共性を持っている[1]。
- 国際性 - 世界各国に商工会議所が組織されている[1]。

## 商工会議所法（抜粋）
商工会議所は次のような法律のもとで運営されている。

### 商工会議所運営の基本原則（第4条）
1. 営利を目的としない[2]。
2. 特定の個人、法人、その他の利益を目的に事業を行わない[2]。
3. 特定の政党のために利用しない[2]。

### 目的（第6条）
商工会議所は、その地区内における商工業の総合的な改善発達を図り、兼ねて社会一般の福祉の増進に資することを目的とする。

## 商工会議所と商工会
商工会議所は、地域性（地域の基盤）・総合性（あらゆる業種・業態の商工業者から構成）・公共性（組織や活動などの公共性）は商工会と共通する面が多い。事業目的も、商工会議所は地域の総合経済団体として、中小企業支援のみならず、国際的な活動を含めた幅広い事業など国際的活動が含まれるのに対し、商工会は、経営改善普及事業などの小規模事業施策に重点を置くこととしている。商工会の事業に含まれない事業としては、特定商工業者（法定台帳）・貿易証明（原産地証明）・電子認証事業などがある。
| 区分           | 商工会議所                       | 商工会                 |
| -------------- | -------------------------------- | ---------------------- |
| 根拠となる法律 | 商工会議所法                     | 商工会法               |
| 管轄する官庁   | 経済産業省経済産業政策局         | 経済産業省中小企業庁   |
| 主たる地区     | 市および特別区の区域（例外あり） | 町村の区域（例外あり） |

商工会議所においては、原則として同一の市町村内に複数の法人が存在することはないが、市町村合併などにより、以前の市町村の地区別ごとなどに法人が存在する地方自治体も多い。ただし他の地区と重複することはない。町村の区域にある商工会議所や、市の区域にある商工会も存在する。